# بازی جنگ (فیلم ۱۹۶۵)
بازی جنگ (انگلیسی: The War Game) یک فیلم تلویزیونی درام محصول سال ۱۹۶۵ است که به سبک فیلم‌های مستند ساخته شده‌است و جنگی هسته‌ای را به تصویر می‌کشد. پیتر واتکینز نویسنده، کارگردان و تهیه‌کننده این فیلم است.